# Tomáš Dub (fotbalista)
Tomáš Dub (* 8. září 1974, Valašské Meziříčí) je bývalý český fotbalový útočník nebo záložník.

## Fotbalová kariéra
V nejvyšší československé soutěži odehrál 9. května 1993 jedno utkání v Brně proti domácím (výhra 2:1).
V sezoně 1997/98 a na jaře 1999 hostoval v třetiligových Hranicích. V Moravskoslezské fotbalové lize vstřelil 5 branek.

## Ligová bilance
| Ročník                                   | Zápasy | Góly | Minuty | Klub          |
| ---------------------------------------- | ------ | ---- | ------ | ------------- |
| 1. československá fotbalová liga 1992/93 | 1      | 0    | 15     | SSK Vítkovice |
| CELKEM 1. LIGA                           | 1      | 0    | 15     |               |